# Mesoleius urbanus
Mesoleius urbanus is een insect dat behoort tot de orde vliesvleugeligen (Hymenoptera) en de familie van de gewone sluipwespen (Ichneumonidae). De wetenschappelijke naam van de soort werd voor het eerst geldig gepubliceerd door Teunissen in 1945. Het holotype was in 1910 gevangen in 's-Gravenhage.